# Ziegelhütte (Kastl)
Ziegelhütte ist eine in der Oberpfalz gelegene Einöde, die ein Gemeindeteil von Kastl ist.

## Lage
Der Ort befindet sich in der Region Oberpfälzer Jura und liegt in der nach Winkl benannten Gemarkung. Ziegelhütte ist einer von 39 Ortsteilen des Marktes Kastl. Die Einöde liegt eineinhalb Kilometer nordöstlich von Kastl und Ursensollen ist fünf Kilometer entfernt.

## Verkehr
Die Bundesstraße 299 führt ein wenig südöstlich an der Einöde vorbei, ein kurzer Zufahrtsweg verbindet den Ort mit dieser Fernverkehrsstraße. Vom ÖPNV wird der Ort an einer etwa 300 Meter entfernten Haltestelle der Buslinien 445 und 460 des VGN bedient. Diese befindet sich an der B299-Abzweigung nach Deinshof.

## Kultur und Sehenswürdigkeiten

### Bauwerke
In und um die Einöde gibt es zwei denkmalgeschützte Bauwerke. Es handelt sich dabei um einen am östlichen Ortsrand stehenden Wohnstallbau mit zugehörigem Backofen und um ein Steinkreuz, das sich ungefähr 200 Meter südöstlich des Ortes befindet.